# 1591 a tudományban
Az 1591. év a tudományban és a technikában.

## Felfedezések
- megalapítják az indiai Hyderabad városát

## Publikációk
- megjelenik az ókori római Tabula Peutingeriana térkép első nyomtatott változata Antwerpenben

## Születések
- február 21. - Gérard Desargues, francia matematikus
- június 16. - Joseph Solomon Delmedigo, olasz fizikus
- Cosimo Fanzago - nápolyi építész

## Halálozások
- július 2. - Vincenzo Galilei tudós és zenész (* 1520)
- szeptember 10. - Richard Greenville, angol hajóskapitány és felfedező
- Idősebb Martino Longhi - olasz építész, aki nevéhez fűződik többek között a római Palazzo Senatorio megépítése